# Campeonato Brasileño de Fútbol Serie D 2020
El Campeonato Brasileño de Serie D 2020 fue la duodécima (12.ª) edición del campeonato de cuarta categoría del fútbol brasileño. Contó con la participación de 68 equipos, los cuales clasificaron por sus respectivos torneos estatales o por campeonatos organizados por cada una de las federaciones.
A partir de esta edición, ocho equipos se enfrentaron en una fase preliminar, detallada por la Confederación Brasileña de Fútbol (CBF).
Inicialmente programado para comenzar el 3 de mayo, la competición pospuso debido a la pandemia de COVID-19, comenzó el 6 de septiembre de 2020 y finalizó el 6 de febrero de 2021.

## Sistema de juego
Para ampliar la competición en el calendario, la CBF anunció un cambio en la fórmula de disputa, que tuvo una fase preliminar con ocho clubes. La entidad explicó en el documento que la competencia tendría enfrentamientos eliminatorios, que involucró a los segundos representantes de las ocho entidades estatales con la peor posición en el Ranking Nacional de las Federaciones. Por lo tanto, la fase de grupos de la Serie D tuvo 64 equipos (y no 68 como en los últimos años). Se dividieron en ocho llaves, con ocho equipos cada una, con partidos de ida y vuelta. Los cuatro primeros en cada grupo clasificaron para la segunda fase, totalizando 32 equipos. Estos se enfrentaron en enfrentamientos eliminatorios hasta la definición del campeón y el ascenso a la Serie C de 2021: segunda fase, octavos de final, cuartos de final, semifinales y final.

## Equipos participantes
| Estado                                       | Equipo                                                  | Vía de clasificación |
| -------------------------------------------- | ------------------------------------------------------- | --- |
| Acre 2 cupos + 1 adicional                   | Atlético - AC Galvez Rio Branco - AC                    | 20.º puesto de la Serie C 2019 Subcampeón del Campeonato Acreano 2019 Segundo mejor ubicado del Campeonato Acreano 2019                                                                 |
| Alagoas 2 cupos                              | Coruripe Jacyobá                                        | Mejor ubicado del Campeonato Alagoano 2019 Segundo mejor ubicado del Campeonato Alagoano 2019                                                                                           |
| Amapá 2 cupo                                 | Santos - AP Ypiranga                                    | Campeón de Campeonato Amapaense 2019 Subcampeón de Campeonato Amapaense 2019 |
| Amazonas 2 cupos                             | Fast Clube Nacional - AM                                | Subcampeón del Campeonato Amazonense 2019 Segundo mejor ubicado del Campeonato Amazonense 2019                                                                                          |
| Bahía 3 cupos                                | Atlético Alagoinhas Bahia de Feira Vitória da Conquista | Segundo mejor ubicado del Campeonato Baiano 2019 Subcampeón del Campeonato Baiano 2019 Tercer mejor ubicado del Campeonato Baiano 2019                                                  |
| Ceará 2 cupos                                | Floresta Guarany de Sobral                              | Mejor ubicado del Campeonato Cearense 2019 Segundo mejor ubicado del Campeonato Cearense 2019                                                                                           |
| Distrito Federal 2 cupos                     | Brasiliense Gama                                        | Subcampeón del Campeonato Brasiliense 2019 Campeón del Campeonato Brasiliense 2019 |
| Espírito Santo 2 cupos                       | Real Noroeste Vitória - ES                              | Campeón de la Copa Espírito Santo de 2019 Campeón del Campeonato Capixaba 2019 |
| Goiás 3 cupos                                | CRAC Goianésia Goiânia                                  | Segundo mejor ubicado del Campeonato Goiano 2019 Tercer mejor ubicado del Campeonato Goiano 2019 Mejor ubicado del Campeonato Goiano 2019                                               |
| Maranhão 2 cupos                             | Juventude - MA Moto Club                                | Campeón de la Copa FMF de 2019 Subcampeón del Campeonato Maranhense 2019 |
| Mato Grosso 2 cupos + 1 adicional            | CEOV Sinop União Rondonópolis                           | Subcampeón del Campeonato Matogrossense 2019 Tercero mejor ubicado del Campeonato Matogrossense 2019 Segundo mejor ubicado del Campeonato Matogrossense 2019                            |
| Mato Grosso del Sur 2 cupos                  | Aquidauanense Águia Negra                               | Subcampeón del Campeonato Sul-Matogrossense 2019 Campeón del Campeonato Sul-Matogrossense 2019                                                                                          |
| Minas Gerais 3 cupos                         | Caldense Tupynambás Villa Nova - MG                     | Mejor ubicado del Campeonato Mineiro 2019 Segundo mejor ubicado del Campeonato Mineiro 2019 Tercer mejor ubicado del Campeonato Mineiro 2019                                            |
| Pará 2 cupos                                 | Independente Bragantino - PA                            | Subcampeón del Campeonato Paraense 2019 Segundo mejor ubicado del Campeonato Paraense 2019                                                                                              |
| Paraíba 2 cupos                              | Atlético Cajazeirense Campinense                        | Segundo mejor ubicado del Campeonato Paraibano 2019 Subcampeón del Campeonato Paraibano 2019                                                                                            |
| Paraná 3 cupos                               | Cascavel Nacional - PR Toledo                           | Segundo mejor ubicado del Campeonato Paranaense 2019 Campeón de la Copa FPF 2019 Subcampeón del Campeonato Paranaense 2019                                                              |
| Pernambuco 3 cupos                           | Central Salgueiro Afogados                              | Tercer mejor ubicado del Campeonato Pernambucano 2019 Segundo mejor ubicado del Campeonato Pernambucano 2019 Mejor ubicado del Campeonato Pernambucano 2019                             |
| Piauí 2 cupos                                | Altos Ríver - PI                                        | Subcampeón del Campeonato Piauiense 2019 Campeón del Campeonato Piauiense 2019 |
| Río de Janeiro 3 cupos                       | Bangu Cabofriense Portuguesa - RJ                       | Mejor ubicado del Campeonato Carioca 2019 Segundo mejor ubicado del Campeonato Carioca 2019 Subcampeón de la Copa Río 2019                                                              |
| Río Grande del Norte 2 cupos + 2 adicionales | América de Natal Globo Potiguar de Mossoró ABC          | Campeón del Campeonato Potiguar 2019 18.º puesto de la Serie C 2019 Segundo mejor ubicado del Campeonato Potiguar 2019 17.º puesto de la Serie C 2019                                   |
| Río Grande del Sur 3 cupos                   | Caxias do Sul Pelotas São Luiz                          | Mejor ubicado del Campeonato Gaúcho 2019 Campeón de la Copa FGF 2019 Segundo mejor ubicado del Campeonato Gaúcho 2019                                                                   |
| Rondonia 2 cupos                             | Ji-Paraná Vilhenense                                    | Subcampeón del Campeonato Rondoniense 2019 Campeón del Campeonato Rondoniense 2019 |
| Roraima 2 cupos                              | Baré São Raimundo - RR                                  | Subcampeón del Campeonato Roraimense 2019 Campeón del Campeonato Roraimense 2019 |
| São Paulo 4 cupos                            | Mirassol Novorizontino São Caetano Ferroviária          | Cuarto mejor ubicado del Campeonato Paulista 2019 Segundo mejor ubicado del Campeonato Paulista 2019 Campeón de la Copa Paulista 2019 Tercer mejor ubicado del Campeonato Paulista 2019 |
| Santa Catarina 3 cupos                       | Joinville Marcílio Dias Tubarão                         | Segundo mejor ubicado del Campeonato Catarinense 2019 Mejor ubicado del Campeonato Catarinense 2019 Tercer mejor ubicado del Campeonato Catarinense 2019                                |
| Sergipe 2 cupos                              | Freipaulistano Itabaiana                                | Campeón del Campeonato Sergipano 2019 Subcampeón del Campeonato Sergipano 2019 |
| Tocantins 2 cupos                            | Palmas Tocantinópolis                                   | Campeón del Campeonato Tocantinense 2019 Subcampeón del Campeonato Tocantinense 2019 |

## Fase preliminar[3]
| Equipo local ida | Global | Equipo visitante ida | Ida   | Vuelta |
| ---------------- | ------ | -------------------- | ----- | ------ |
| Ji-Paraná        | 4 – 2  | Nacional - AM        | 2 – 1 | 2 – 1  |
| Baré             | 4 – 0  | Ypiranga - AP        | 3 – 0 | 1 – 0  |
| Aquidauanense    | 2 – 6  | Real Noroeste        | 1 – 3 | 1 – 3  |
| Tocantinópolis   | 1 – 4  | Brasiliense          | 1 – 0 | 0 – 4  |

## Fase de grupos[3]

### Grupo A1
|                                                                  | Equipo           | J  | G | E | P | GF | GC | DG  | Puntos |
| ---------------------------------------------------------------- | ---------------- | -- | - | - | - | -- | -- | --- | ------ |
| 1                                                                | Bragantino-PA    | 14 | 8 | 3 | 3 | 28 | 15 | 13  | 27     |
| 2                                                                | Fast Clube       | 14 | 7 | 5 | 2 | 26 | 13 | 13  | 26     |
| 3                                                                | Galvez           | 14 | 7 | 3 | 4 | 26 | 19 | 7   | 24     |
| 4                                                                | Rio Branco-AC    | 14 | 5 | 6 | 3 | 17 | 14 | 3   | 21     |
| 5                                                                | Independente-PA  | 14 | 5 | 2 | 7 | 20 | 30 | -10 | 17     |
| 6                                                                | Ji-Paraná        | 14 | 4 | 4 | 6 | 16 | 21 | -5  | 16     |
| 7                                                                | Vilhenense       | 14 | 2 | 5 | 7 | 15 | 22 | -7  | 11     |
| 8                                                                | Atlético Acreano | 14 | 0 | 8 | 6 | 15 | 29 | -14 | 8      |
| Fuente: Brasileirao Serie D - Grupo A1; actualización automática |                  |    |   |   |   |    |    |     |        |

### Grupo A2
|                                                                  | Equipo            | J  | G  | E | P  | GF | GC | DG  | Puntos |
| ---------------------------------------------------------------- | ----------------- | -- | -- | - | -- | -- | -- | --- | ------ |
| 1                                                                | Altos             | 14 | 10 | 0 | 4  | 27 | 16 | 11  | 30     |
| 2                                                                | Ríver             | 14 | 9  | 2 | 3  | 22 | 12 | 10  | 29     |
| 3                                                                | Moto Club         | 14 | 7  | 4 | 3  | 22 | 15 | 7   | 25     |
| 4                                                                | Juventude - MA    | 14 | 7  | 2 | 5  | 21 | 13 | 8   | 23     |
| 5                                                                | São Raimundo - RR | 14 | 6  | 3 | 5  | 16 | 8  | 8   | 21     |
| 6                                                                | Baré              | 14 | 3  | 4 | 7  | 15 | 27 | -12 | 13     |
| 7                                                                | Santos - AP       | 14 | 3  | 2 | 9  | 12 | 26 | -14 | 11     |
| 8                                                                | Sinop             | 14 | 2  | 1 | 11 | 9  | 27 | -18 | 7      |
| Fuente: Brasileirao Serie D - Grupo A2; actualización automática |                   |    |    |   |    |    |    |     |        |

### Grupo A3
|                                                                  | Equipo                | J  | G | E | P | GF | GC | DG  | Puntos |
| ---------------------------------------------------------------- | --------------------- | -- | - | - | - | -- | -- | --- | ------ |
| 1                                                                | América - RN          | 14 | 8 | 4 | 2 | 24 | 8  | 16  | 28     |
| 2                                                                | Salgueiro             | 14 | 7 | 5 | 2 | 18 | 8  | 10  | 26     |
| 3                                                                | Floresta              | 14 | 6 | 6 | 2 | 22 | 13 | 9   | 24     |
| 4                                                                | Globo                 | 14 | 4 | 6 | 4 | 16 | 17 | -1  | 18     |
| 5                                                                | Atlético Cajazeirense | 14 | 5 | 1 | 8 | 17 | 21 | -4  | 16     |
| 6                                                                | Campinense            | 14 | 3 | 6 | 5 | 13 | 15 | -2  | 15     |
| 7                                                                | Afogados              | 14 | 4 | 1 | 9 | 15 | 33 | -18 | 13     |
| 8                                                                | Guarany de Sobral     | 14 | 2 | 5 | 7 | 10 | 20 | -10 | 11     |
| Fuente: Brasileirao Serie D - Grupo A3; actualización automática |                       |    |   |   |   |    |    |     |        |

### Grupo A4
|                                                                  | Equipo               | J  | G | E | P  | GF | GC | DG  | Puntos |
| ---------------------------------------------------------------- | -------------------- | -- | - | - | -- | -- | -- | --- | ------ |
| 1                                                                | ABC                  | 14 | 7 | 5 | 2  | 25 | 6  | 19  | 26     |
| 2                                                                | Itabaiana            | 14 | 6 | 5 | 3  | 29 | 19 | 10  | 23     |
| 3                                                                | Vitória da Conquista | 14 | 6 | 4 | 4  | 24 | 21 | 3   | 22     |
| 4                                                                | Coruripe             | 14 | 6 | 3 | 5  | 13 | 17 | -4  | 21     |
| 5                                                                | Central              | 14 | 4 | 9 | 1  | 19 | 10 | 9   | 21     |
| 6                                                                | Potiguar de Mossoró  | 14 | 4 | 7 | 3  | 27 | 24 | 3   | 19     |
| 7                                                                | Freipaulistano       | 14 | 2 | 5 | 7  | 12 | 15 | -3  | 11     |
| 8                                                                | Jacyobá              | 14 | 0 | 4 | 10 | 17 | 54 | -37 | 4      |
| Fuente: Brasileirao Serie D - Grupo A4; actualización automática |                      |    |   |   |    |    |    |     |        |

### Grupo A5
|                                                                  | Equipo             | J  | G | E | P | GF | GC | DG  | Puntos |
| ---------------------------------------------------------------- | ------------------ | -- | - | - | - | -- | -- | --- | ------ |
| 1                                                                | CRAC               | 14 | 8 | 4 | 2 | 31 | 14 | 17  | 28     |
| 2                                                                | Goiânia            | 14 | 8 | 4 | 2 | 22 | 12 | 10  | 28     |
| 3                                                                | Goianésia          | 14 | 6 | 4 | 4 | 20 | 16 | 4   | 22     |
| 4                                                                | Real Noroeste      | 14 | 5 | 4 | 5 | 20 | 18 | 2   | 19     |
| 5                                                                | Águia Negra        | 14 | 5 | 4 | 5 | 20 | 26 | -6  | 19     |
| 6                                                                | Vitória - ES       | 14 | 5 | 1 | 8 | 18 | 22 | -4  | 16     |
| 7                                                                | CEOV               | 14 | 3 | 3 | 8 | 13 | 24 | -11 | 12     |
| 8                                                                | União Rondonópolis | 14 | 3 | 2 | 9 | 18 | 30 | -12 | 11     |
| Fuente: Brasileirao Serie D - Grupo A5; actualización automática |                    |    |   |   |   |    |    |     |        |

### Grupo A6
|                                                                  | Equipo                 | J  | G  | E | P  | GF | GC | DG  | Puntos |
| ---------------------------------------------------------------- | ---------------------- | -- | -- | - | -- | -- | -- | --- | ------ |
| 1                                                                | Brasiliense            | 14 | 10 | 3 | 1  | 32 | 10 | 22  | 33     |
| 2                                                                | Gama                   | 14 | 10 | 2 | 2  | 29 | 10 | 19  | 32     |
| 3                                                                | Atlético de Alagoinhas | 14 | 7  | 3 | 4  | 26 | 16 | 10  | 24     |
| 4                                                                | Tupynambás             | 14 | 6  | 5 | 3  | 19 | 16 | 3   | 23     |
| 5                                                                | Bahia de Feira         | 14 | 5  | 3 | 6  | 20 | 16 | 4   | 18     |
| 6                                                                | Caldense               | 14 | 4  | 3 | 7  | 10 | 21 | -11 | 15     |
| 7                                                                | Villa Nova - MG        | 14 | 3  | 3 | 8  | 11 | 23 | -12 | 12     |
| 8                                                                | Palmas                 | 14 | 0  | 0 | 14 | 4  | 39 | -35 | 0      |
| Fuente: Brasileirao Serie D - Grupo A6; actualización automática |                        |    |    |   |    |    |    |     |        |

### Grupo A7
|                                                                  | Equipo          | J  | G | E | P  | GF | GC | DG  | Puntos |
| ---------------------------------------------------------------- | --------------- | -- | - | - | -- | -- | -- | --- | ------ |
| 1                                                                | Ferroviária     | 14 | 9 | 3 | 2  | 30 | 10 | 20  | 30     |
| 2                                                                | Mirassol        | 14 | 7 | 5 | 2  | 31 | 9  | 22  | 26     |
| 3                                                                | Cabofriense     | 14 | 7 | 4 | 3  | 26 | 16 | 10  | 25     |
| 4                                                                | Cascavel        | 14 | 7 | 3 | 4  | 24 | 16 | 8   | 24     |
| 5                                                                | Portuguesa - RJ | 14 | 6 | 5 | 3  | 21 | 11 | 10  | 23     |
| 6                                                                | Bangu           | 14 | 4 | 5 | 5  | 13 | 19 | -6  | 17     |
| 7                                                                | Nacional - PR   | 14 | 1 | 2 | 11 | 9  | 45 | -36 | 5      |
| 8                                                                | Toledo          | 14 | 1 | 1 | 12 | 12 | 40 | -28 | 4      |
| Fuente: Brasileirao Serie D - Grupo A7; actualización automática |                 |    |   |   |    |    |    |     |        |

### Grupo A8
|                                                                  | Equipo        | J  | G | E | P  | GF | GC | DG  | Puntos |
| ---------------------------------------------------------------- | ------------- | -- | - | - | -- | -- | -- | --- | ------ |
| 1                                                                | Novorizontino | 14 | 9 | 4 | 1  | 17 | 7  | 10  | 31     |
| 2                                                                | São Luiz      | 14 | 6 | 5 | 3  | 16 | 10 | 6   | 23     |
| 3                                                                | Caxias        | 14 | 5 | 6 | 3  | 18 | 11 | 7   | 21     |
| 4                                                                | Marcílio Dias | 14 | 5 | 6 | 3  | 14 | 8  | 6   | 21     |
| 5                                                                | Pelotas       | 14 | 5 | 5 | 4  | 21 | 11 | 10  | 20     |
| 6                                                                | Joinville     | 14 | 5 | 5 | 4  | 17 | 11 | 6   | 20     |
| 7                                                                | Tubarão       | 14 | 1 | 4 | 9  | 8  | 23 | -15 | 7      |
| 8                                                                | São Caetano   | 14 | 1 | 3 | 10 | 5  | 35 | -30 | 6      |
| Fuente: Brasileirao Serie D - Grupo A8; actualización automática |               |    |   |   |    |    |    |     |        |

## Segunda fase
| Fechas                      | Local en la ida      | Global         | Local en la vuelta | Ida | Vuelta |
| --------------------------- | -------------------- | -------------- | ------------------ | --- | ------ |
| 5 y 12 de diciembre de 2020 | Juventude            | 2:2 (4-3 pen.) | Bragatino-PA       | 1:1 | 1:1    |
| 5 y 12 de diciembre de 2020 | Floresta             | 4:3            | Itabaiana          | 2:1 | 2:2    |
| 5 y 12 de diciembre de 2020 | Atlético Alagoinhas  | 3:4            | Goiânia            | 1:1 | 2:3    |
| 5 y 13 de diciembre de 2020 | Marcílio Dias        | 2:1            | Ferroviária        | 0:0 | 2:1    |
| 5 y 12 de diciembre de 2020 | Cascavel             | 1:3            | Novorizontino      | 1:0 | 0:3    |
| 5 y 13 de diciembre de 2020 | Caxias               | 1:1 (0-3 pen.) | Mirassol           | 1:0 | 0:1    |
| 6 y 13 de diciembre de 2020 | Coruripe             | 1:5            | América-RN         | 1:0 | 0:5    |
| 6 y 12 de diciembre de 2020 | Globo                | 3:2            | ABC                | 2:1 | 1:1    |
| 6 y 12 de diciembre de 2020 | Real Noroeste        | 1:4            | Brasiliense        | 1:1 | 0:3    |
| 6 y 13 de diciembre de 2020 | Cabofriense          | 1:3            | São Luiz           | 1:1 | 0:2    |
| 6 y 13 de diciembre de 2020 | Moto Club            | 3:3 (5-6 pen.) | Fast Clube         | 2:2 | 1:1    |
| 6 y 13 de diciembre de 2020 | Vitória da Conquista | 4:7            | Salgueiro          | 4:3 | 0:4    |
| 6 y 13 de diciembre de 2020 | Tupynambás           | 1:5            | Aparecidense       | 1:1 | 0:4    |
| 6 y 13 de diciembre de 2020 | Goianésia            | 4:3            | Gama               | 2:2 | 2:1    |
| 6 y 13 de diciembre de 2020 | Galvez               | 1:0            | River              | 0:0 | 1:0    |
| 7 y 13 de diciembre de 2020 | Rio Branco-AC        | 1:5            | Altos              | 0:2 | 1:3    |

## Tercera fase
| Fechas                       | Local en la ida | Global         | Local en la vuelta | Ida | Vuelta |
| ---------------------------- | --------------- | -------------- | ------------------ | --- | ------ |
| 20 y 27 de diciembre de 2020 | Juventude       | 2:4            | Floresta           | 2:2 | 0:2    |
| 20 y 27 de diciembre de 2020 | Galvez          | 2:6            | América-RN         | 1:1 | 1:5    |
| 20 y 27 de diciembre de 2020 | Salgueiro       | 2:2 (2-4 pen.) | Altos              | 1:1 | 1:1    |
| 20 y 26 de diciembre de 2020 | Globo           | 2:2 (5-6 pen.) | Fast Clube         | 2:1 | 0:1    |
| 20 y 27 de diciembre de 2020 | São Luiz        | 2:5            | Aparecidense       | 0:4 | 2:1    |
| 19 y 27 de diciembre de 2020 | Marcílio Dias   | 3:2            | Goianésia          | 2:1 | 1:1    |
| 20 y 27 de diciembre de 2020 | Mirassol        | 5:2            | Brasiliense        | 4:0 | 1:2    |
| 19 y 27 de diciembre de 2020 | Goiânia         | 1:5            | Novorizontino      | 1:1 | 0:4    |

## Fase final

### Cuartos de final
| Fechas                  | Local en la ida | Global | Local en la vuelta | Ida | Vuelta |
| ----------------------- | --------------- | ------ | ------------------ | --- | ------ |
| 3 y 10 de enero de 2021 | Marcílio Dias   | 2:6    | Altos              | 1:1 | 1:5    |
| 2 y 9 de enero de 2021  | Mirassol        | 5:3    | Aparecidense       | 2:1 | 3:2    |
| 3 y 10 de enero de 2021 | Fast Clube      | 0:4    | Novorizontino      | 0:1 | 0:3    |
| 2 y 10 de enero de 2021 | Floresta        | 3:1    | América-RN         | 2:0 | 1:1    |

### Semifinales
| Fechas                   | Local en la ida | Global | Local en la vuelta | Ida | Vuelta |
| ------------------------ | --------------- | ------ | ------------------ | --- | ------ |
| 17 y 24 de enero de 2021 | Mirassol        | 5:0    | Altos              | 4:0 | 1:0    |
| 16 y 23 de enero de 2021 | Floresta        | 3:1    | Novorizontino      | 1:1 | 2:0    |

### Final
| Fechas                             | Local en la ida | Global | Local en la vuelta | Ida | Vuelta |
| ---------------------------------- | --------------- | ------ | ------------------ | --- | ------ |
| 30 de enero y 6 de febrero de 2021 | Floresta        | 0:2    | Mirassol           | 0:1 | 0:1    |

#### Campeón
| Serie D 2020                    |
| ------------------------------- |
| Bandera del estado de São Paulo |
| Mirassol 1º Título              |

## Goleadores
- Actualizado el 6 de febrero de 2021.

| Jugador              | Equipo       | Goles |
| -------------------- | ------------ | ----- |
| Zé Love              | Brasiliense  | 12    |
| Wallace Pernambucano | América - RN | 12    |
| Tiago Marques        | Ferroviária  | 11    |
| Fabrício Daniel      | Mirassol     | 11    |
| Fabinho Alves        | Tupynambás   | 10    |
| Alex Henrique        | Aparecidense | 10    |